# Alexander Cartwright

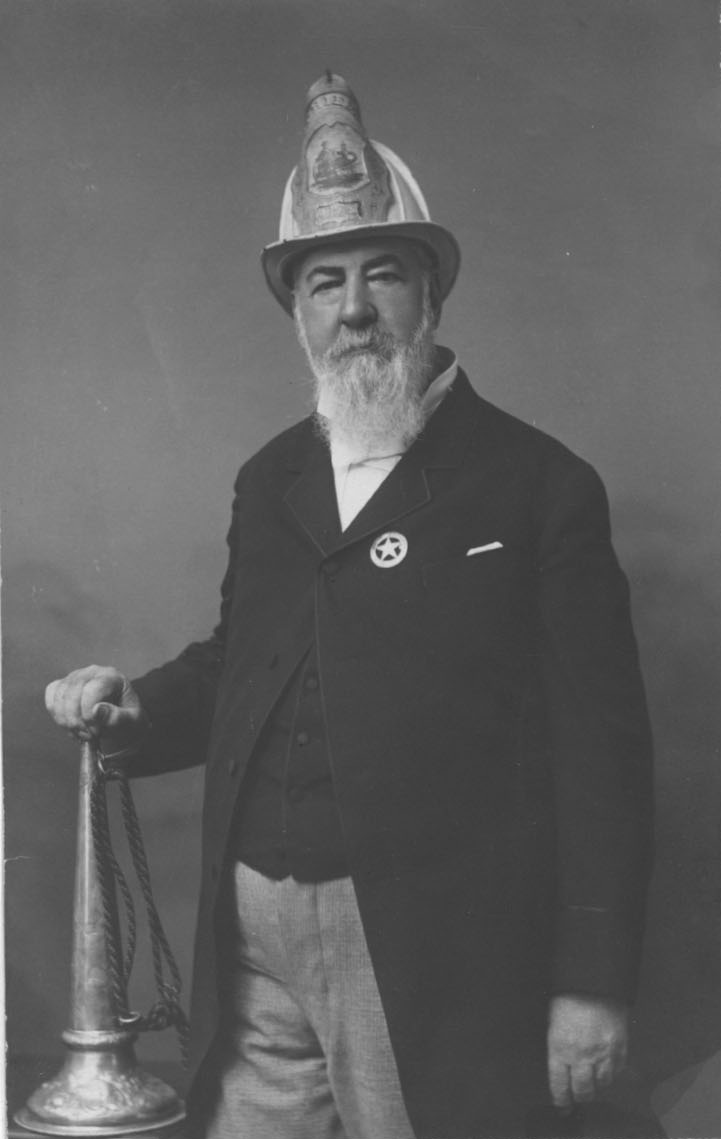
El autor, c. 1885

Alexander Cartwright II (17 de abril de 1820 - 12 de julio de 1892) fue un librero y bombero voluntario en Manhattan que fue oficialmente acreditado por el Congreso de los Estados Unidos el 3 de junio de 1953 como el inventor del juego moderno del béisbol. Cartwright fundó el equipo New York Knickerbockers (por la Knickerbocker Fire Engine Company) en 1842. Jugaban un tipo de deporte con bate y pelota llamado "town game" . En 1845 Cartwright y un comité de su club elaboró normas para convertir este juego de campo en un deporte más elaborado e interesante para adultos. Destacamos que Cartwright era el secretario de ese comité, cuyo presidente era el Dr. Daniel L. Adams. De hecho, Adams fue el que impartió las primeras 20 reglas del béisbol. Cartwright y otros bomberos jugaban en un campo entre las calles 47 y 27 de New York. Las reglas del juego de béisbol moderno se basan en sus estatutos, y Cartwright se considera que fue la primera persona en dibujar un diagrama del campo de juego en forma de diamante.
Los Knickerbockers participaron en el primer juego competitivo bajo estas normas el 19 de junio de 1846, perdiendo 23-1 contra los New York Nine. 
Nacido en la ciudad de New York el 17 de abril de 1820, hijo del capitán Alexander Joy Cartwright, Sr. y su esposa Esther Burlock Cartwright, Alex Jr. fue uno de seis hijos. Cartwright contrajo matrimonio con Eliza Van Wie, oriunda de Albany, el 2 de junio de 1842. 
Cartwright salió de New York durante la Fiebre del oro de California en 1849 e introdujo el béisbol en casi todas las ciudades donde permaneció a lo largo del camino. Pero la falta de higiene en los campamentos mineros de California a la larga condujeron a una epidemia de cólera. Para escapar, Cartwright se estableció en Hawái y se convirtió en un exitoso hombre de negocios en Honolulu. En Hawái, Alexander y su esposa, quienes ya tenían tres hijos, vieron nacer a otros dos niños, Bruce en 1853 y Alexander III en 1855. En Honolulu, Cartwright estableció la primera liga de béisbol compuesta por equipos que creó en todas las islas hawaianas. Sus ligas hawaianas se convirtieron en un modelo para las modernas ligas Americana y Nacional. Cartwright está enterrado en el Cementerio Oahu en Honolulu. En 1938, Cartwright fue elegido para el Salón de la Fama. 

## El "Reglamento Knickerbocker"
Si bien hay muchas diferencias entre las normas modernas de béisbol y el denominado Reglamento Knickerbocker (aprobado el 23 de septiembre de 1845 por el Knickerbocker Base Ball Club), también hay muchas similitudes. 
Similitudes entre las Reglas Knickerbockers que las normas y las reglas de hoy incluyen: 
- Hay cuatro bases establecidas en un cuadrado.
- Las bases están a aproximadamente 90 pies de distancia.
- Las bolas bateadas fuera de primera y tercera bases° son foul.
- Hay tres "outs" por entrada.
- Los equipos juegan un número igual de "outs", o entradas.
- El bateador debe hacer swing tres veces y fallar tres para quedar out.
- Al tercer swing fallado, el bateador puede correr a la primera si el cácher no atrapa la pelota en el aire o en un rebote.
- Los corredores pueden ser puestos out de ser tocados con la pelota en juego o forzados en las bases. 
  - Un corredor no puede ser sacado de out golpeándolo con una bola lanzada.
  - Lanzar la pelota a un corredor está prohibido.

Las diferencias entre el Knickerbocker normas y las reglas de hoy incluyen: 
- las pelotas de foul no se consideraban strike.
- no había strikes cantados (sin hacer swing).
- el juego continuaba hasta que un equipo anotaba 21 "ases" (carreras), a condición de que un número igual de innings (entradas) se hubiesen desempeñado.
- La pelota tenía que ser lanzada por debajo de la mano.
- Un bateador quedaba fuera si una bola de foul o fair era capturada sobre la marcha o en el primer rebote. Todos los corredores de base podría avanzar en una bola fair capturada en el primer rebote.

## Los principales cambios en las normas Knickerbocker
- 1857, 22 de enero: se introduce la regla de las nueve entradas.
- 1858: se introduce el strike cantado.
- 1864, 14 de diciembre: un bateador ya es puesto out si una bola bateada en zona fair es atrapada en un rebote.